# Barania hlava
Barania hlava je přírodní rezervace v katastrálním území obce Podkonice v okrese Banská Bystrica v Banskobystrickém kraji na Slovensku. Území bylo vyhlášeno v roce 2006 a jeho rozloha je 13,41 hektaru. Předmětem ochrany jsou zachovalé biotopy aktivních vrchovišť a rašeliništních smrkových lesů s výskytem vzácných a ohrožených druhů rostlin a živočichů.